# Moreschiella ilicicola
Moreschiella ilicicola är en tvåvingeart som först beskrevs av Guercio 1918.  Moreschiella ilicicola ingår i släktet Moreschiella och familjen gallmyggor.
Artens utbredningsområde är Italien. Inga underarter finns listade i Catalogue of Life.